# 일신중학교
일신중학교(日新中學校)는 대한민국 광주광역시 북구 일곡동에 있는 공립 중학교이다.

## 학교 연혁
- 2005년 11월 8일 : 일신중학교 설립 인가(남녀 공학)
- 2006년 3월 1일 : 초대 안순례 교장 취임
- 2006년 3월 2일 : 제1회 입학식(9학급 335명)
- 2009년 2월 10일 : 제1회 졸업장 수여식(342명)
- 2021년 1월 11일 : 제13회 졸업장 수여식(158명) 총 3,344명
- 2025년 3월 4일 : 제8대 곽미경 교장 취임
- 2025년 3월 4일 : 제20회 입학식(남녀 151명 6학급)

## 참고 자료
- 일신중학교 - 한국교육학술정보원 학교알리미